# Lucian Freud
Lucian Freud, född 8 december 1922 i Berlin, död  20 juli 2011 i London, var en brittisk målare av tyskt/österrikiskt ursprung. 
Lucian Freud föddes i Berlin 1922 men kom till England som tioåring då hans judiska familj flydde från nazisterna. Han var sonson till psykoanalysens fader Sigmund Freud.
Freud var en av Storbritanniens mest omtalade konstnärer, känd för så väl sina klassiska porträtt som sina expressiva nakenstudier. Ett av hans mest kända verk föreställer supermodellen Kate Moss som gravid. Som 78-åring fick han uppdraget att porträttera den brittiska drottningen. Hans omtalade bild Benefits Supervisor Sleeping från 1995 visade en kraftigt överviktig naken kvinna. Konstverket såldes 2008 för 33,6 miljoner dollar vilket var världsrekord för en då levande konstnär. Freud avled den 20 juli 2011.